# Dafrosa di Roma
Dafrosa di Roma (... – 361 - 363) è stata una santa romana, martire della Chiesa cattolica.

## Agiografia
Moglie di Flaviano di Montefiascone e madre di santa Bibiana e santa Demetria, visse al tempo dell'imperatore Flavio Claudio Giuliano e proprio da questi Dafrosa e la sua famiglia sarebbero stati condannati a morte.